# Hammond (Maine)
Hammond es un pueblo ubicado en el condado de Aroostook en el estado estadounidense de Maine. En el Censo de 2010 tenía una población de 118 habitantes y una densidad poblacional de 1,16 personas por km².

## Geografía
Hammond se encuentra ubicado en las coordenadas 46°13′38″N 67°58′28″O / 46.22722, -67.97444. Según la Oficina del Censo de los Estados Unidos, Hammond tiene una superficie total de 101.46 km², de la cual 101.16 km² corresponden a tierra firme y (0.29%) 0.3 km² es agua.

## Demografía
Según el censo de 2010, había 118 personas residiendo en Hammond. La densidad de población era de 1,16 hab./km². De los 118 habitantes, Hammond estaba compuesto por el 86.44% blancos, el 1.69% eran afroamericanos, el 0% eran amerindios, el 0.85% eran asiáticos, el 0% eran isleños del Pacífico, el 0% eran de otras razas y el 11.02% pertenecían a dos o más razas. Del total de la población el 0.85% eran hispanos o latinos de cualquier raza.